# David Carradine
David Carradine, właśc. John Arthur Carradine (ur. 8 grudnia 1936 w Hollywood, zm. 3 czerwca 2009 w Bangkoku) – amerykański aktor, producent filmowy, reżyser, scenarzysta.

## Życiorys

### Wczesne lata
Urodził się w Hollywood w Kalifornii jako pierworodny syn legendarnego aktora charakterystycznego Johna Carradine i Ardanelle Abigail (z domu McCool). Jego rodzina miała pochodzenie angielskie, niemieckie, szkockie, irlandzkie, walijskie i holenderskie, był prawnukiem Beverly Francisa Carradine (1848-1931), ewangelicznego metodystycznego autora piszącego przede wszystkim na temat uświęcenia, i prabratankiem artysty Willa Fostera. Miał czterech przyrodnich braci ze strony ojca; adoptowanego Bruce’a (ur. 1933), Christophera Johna (ur. 1947), Keitha (ur. 1949) i Roberta (ur. 1954). Był także wujkiem Ever Dawn i Marthy Campbell Plimpton.
Zwany przez jego rodzinę Jackiem, miał burzliwe dzieciństwo. Jego rodzice rozwiedli się i kilkakrotnie brali ślub. Urodził się z drugiego z trzech małżeństw matki, a pierwszego z czterech związków małżeńskich jego ojca. W czasie ich małżeństwa, matka już wychowywała syna pierwszego męża. Jego ojciec planował dużą rodzinę, ale po tym jak jego żona miała serię poronień, odkrył, że miała wiele nielegalnych aborcji bez jego wiedzy. W tym kontekście niezgody małżeńskiej, w wieku pięciu lat chciał popełnić samobójstwo przez powieszenie, uratował go ojciec.
Po trzech latach małżeństwa, matka złożyła pozew o rozwód, ale para pozostawała w związku małżeńskim przez kolejne pięć lat. Rozwód w końcu się odbył w roku 1944, kiedy to David miał siedem lat. Jego ojciec opuścił Kalifornię, aby uniknąć płacenia alimentów. Po serii bitew sądowych w walce o opiekę nad dzieckiem i alimenty, w rezultacie David dołączył do swojego ojca w Nowym Jorku. W tym czasie jego ojciec ożenił się ponownie. Przez kilka następnych lat przemieszczał się po internatach.
W końcu powrócił do Kalifornii, gdzie ukończył Oakland High School. Uczęszczał do Oakland Junior College (obecnie Laney College) na rok przed przeniesieniem się do San Francisco State College (obecnie San Francisco State University), gdzie studiował dramat i teorię muzyki, wystąpił jako Iago w Otello. Po porzuceniu studiów w University of California, Carradine spędził trochę czasu w San Francisco North Beach i Venice, w Kalifornii. Mimo prób uniku, w latach 1960-1962 Carradine odbył służbę wojskową w armii Stanów Zjednoczonych.

### Kariera
W wieku 11 lat zadebiutował w telewizyjnej adaptacji powieści Charlesa Dickensa Opowieść wigilijna (A Christmas Carol, 1947) u boku ojca w roli Ebenezera Scrooge’a. Po wyjściu z wojska, w 1963 wystąpił w telewizji w jednym z odcinków serialu-westernu ABC Wagon pociągowy (Wagon Train) z udziałem Roberta Fullera i Bruce’a Derna. Rok później trafił na duży ekran w westernie Taggart (1964) jako Cal Dodge. W 1965 odniósł sukces na Broadwayu w sztuce Petera Shaffera Królewskie polowanie na słońce (The Royal Hunt of the Sun) o zniszczeniu imperium Inków przez konkwistadora Francisca Pizarra, a za występ otrzymał Theatre World Award. Grał tytułową rolę w serialu ABC Shane (1966). Stał się znany z telewizyjnej roli Kwai Chang Caine’a w serialu Kung Fu (1972–1975), za którą był nominowany do nagrody Emmy (1972) i Złotego Globu (1974). Kreacja pieśniarza folk Woody’ego Guthrie w biograficznym filmie Hala Ashby By nie pełzać na kolanach (Bound for Glory, 1976). przyniosła mu nagrodę National Board of Review Award i nominację do Złotego Globu. W 1985 zdobył tytuł Człowieka Roku Fraternal Order of Police.
Za rolę Justina LaMotte’a, okrutnego męża Madelaine (w tej roli Lesley-Anne Down) w miniserialu ABC Północ-Południe (North and South, 1985) był nominowany po raz kolejny do Złotego Globu. Pojawił się gościnnie w finale pierwszego sezonu serialu Czarodziejki (1999) jako Tempus. Zagrał postać tytułowego Billa w obu częściach filmu Quentina Tarantino Kill Bill (2003).
Posiada swoją gwiazdę na Hollywoodzkiej Alei Gwiazd.

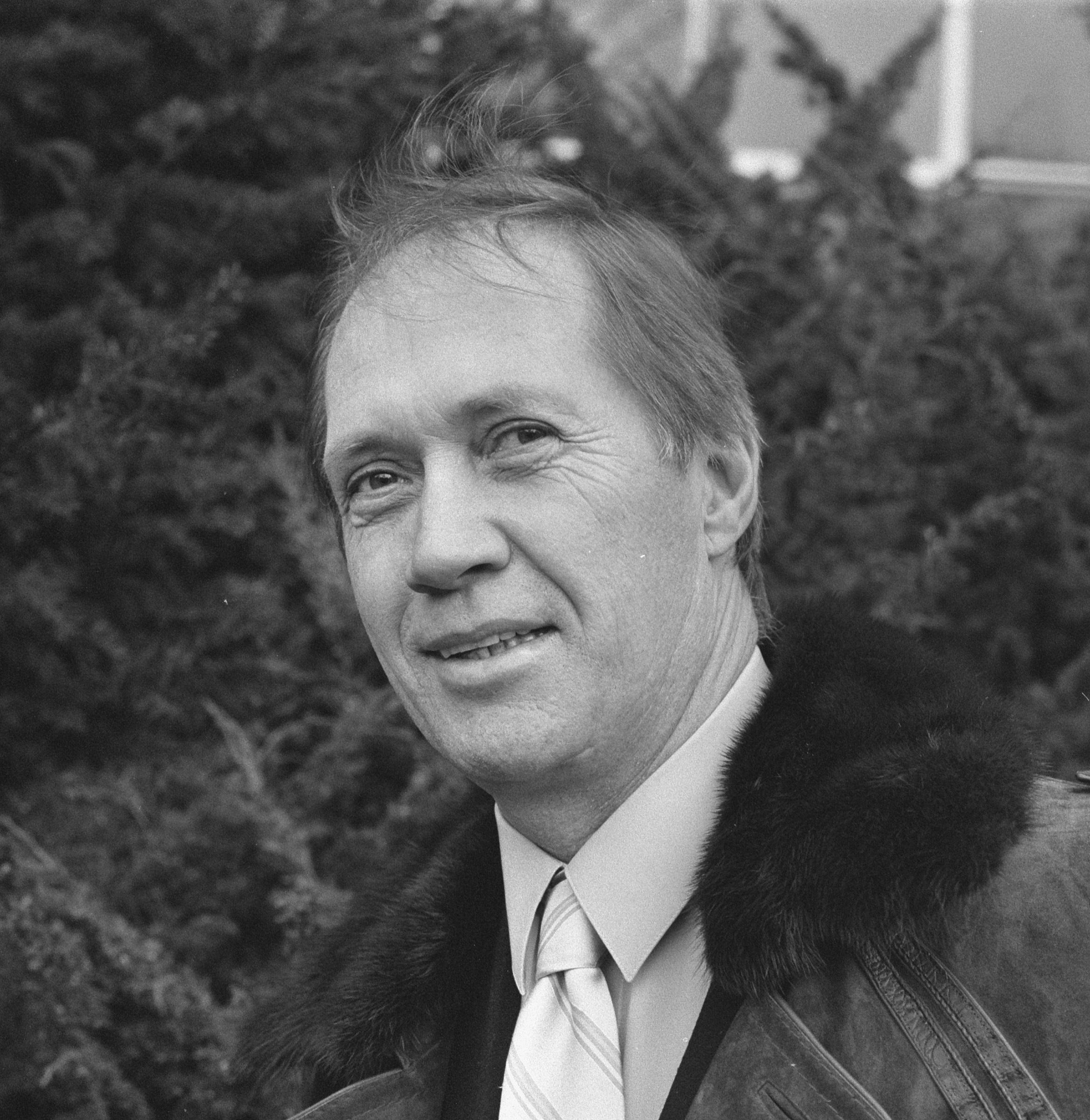
David Carradine (1987)

## Życie prywatne
29 grudnia 1960 ożenił się z Donną Lee Becht, z którą miał córkę Calistę Mirandę (ur. 1962). W 1968 doszło do rozwodu. W latach 1969–1975 spotykał się z aktorką Barbarą Hershey, z którą miał syna Free „Toma” Carradine (ur. 1972).
2 lutego 1977 poślubił Lindę Gilbert, z którą miał córkę Kansas (ur. 19 kwietnia 1978). Lecz w 1983 rozwiódł się. Od 4 grudnia 1988 do 1997 trwało jego trzecie małżeństwo z Gail Jensen. 20 lutego 1998 ożenił się po raz czwarty z Mariną Anderson, lecz i ten związek przetrwał do 12 grudnia 2001. W dniu 26 grudnia 2004 poślubił Annie Bierman.
Rankiem 4 czerwca 2009, w wieku 72 lat, został znaleziony martwy w hotelu w Bangkoku. Pokojówka odkryła jego ciało w szafie. Był nagi, a wokół szyi i genitaliów miał zawiązane liny. Hipoteza mówiła o samobójstwie lub śmierci z powodu przypadkowego uduszenia lub zatrzymania akcji serca w wyniku orgazmu. W pokoju nie znaleziono oznak obecności innych osób. Carradine mógł umrzeć w wyniku nieudanej „autoerotycznej asfiksji”. W hotelu tym Carradine mieszkał podczas kręcenia w Tajlandii filmu Stretch.
Przyrodni brat Keitha.

## Filmografia

### Filmy fabularne
- 1964: Taggart jako Cal Dodge
- 1969: Billy Young jako  Jesse Boone
- 1972: Wagon towarowy Bertha  (Boxcar Bertha) jako 'Big' Bill Shelly
- 1973: Długie pożegnanie (The Long Goodbye) jako Dave / Socrates
- 1973: Ulice nędzy (Mean Streets) jako Drunk
- 1975: Wyścig śmierci 2000 jako Frankenstein
- 1976: Cannonball jako Coy "Cannonball" Buckman
- 1976: By nie pełzać na kolanach (Bound for Glory) jako Woody Guthrie
- 1977: Jajo węża (The Serpent’s Egg) jako Abel Rosenberg
- 1982: Trick or Treats jako Richard Adams
- 1983: Samotny wilk McQuade (Lone Wolf McQuade) jako Rawley Wilkes
- 1984: The Warrior and the Sorceress jako Kain the Warrior
- 1986: Ucieczka jeńców (P.O.W. the Escape) jako płk. James Cooper
- 1986: Odpowiedź zbrojna (Armed Response) jako Jim Roth
- 1990: Oddział Specjalny (Martial Law) jako Dalton Rhodes
- 1990: Ptaszek na uwięzi (Bird on a Wire) jako Sorenson
- 1992: Podwójny kłopot (Double Trouble) jako pan C
- 1998: Amerykańska opowieść. Skarb wyspy Manhattan jako Chief Wulisso (głos)
- 1998: Nowe przygody szwajcarskiej rodziny Robinsonów jako Sheldon Blake
- 2003: Balto II: Wilcza wyprawa jako Nava wilk Shaman (głos)
- 2003: Kill Bill jako Bill
- 2004: Hotel umarlaków (Dead & Breakfast) jako pan Wise
- 2004: Kill Bill jako Bill
- 2006: Nocni łowcy (Treasure Raiders) jako Pierre
- 2007: Max Havoc: Klątwa smoka (Max Havoc: Curse of the Dragon) jako Grand Master
- 2007: Zakochana na zabój (Camille) jako kowboj Bob
- 2007: Wielkie kino (Epic Movie) jako Kurator
- 2008: Wielki Stach (Big Stan) jako Mistrz
- 2008: Ryszard III (Richard III) jako Henry Stafford, 2. książę Buckingham
- 2008: Hell Ride jako Deuce
- 2008: Death Race: Wyścig śmierci jako Frankenstein (głos)
- 2009: Adrenalina 2. Pod napięciem jako Poon Dong

### Seriale TV
- 1966: Shane jako Shane
- 1971: Gunsmoke jako Clint
- 1972-75: Kung Fu jako Kwai Chang Caine
- 1984: Airwolf jako dr Robert Winchester
- 1985: Północ-Południe (North and South) jako Justin LaMotte
- 1987: Matlock jako Jimmy Legrand
- 1989: Matlock jako Steve Mazarowski
- 1990: Młodzi jeźdźcy jako Buzzard Eater
- 1993-97: Legendy Kung Fu jako Kwai Chang Caine
- 1999: Czarodziejki jako Tempus
- 2009: Mental: Zagadki umysłu jako Gideon Graham